# قويون قشلاقي
قويون‌ قشلاقي هي قرية في مقاطعة هشترود، إيران. عدد سكان هذه القرية هو 412 في سنة 2006.